# Jesús Velasco
Pour les articles homonymes, voir Velasco.
Jesús Velasco Tejada, né le 2 janvier 1967 à Tolède, est un joueur espagnol de futsal reconverti entraîneur. Il entraîne le club français d'ACCS depuis 2020.
Jesús Velasco joue durant sept saisons dans le club de sa ville natale, Caja Toledo, avec qui il accède en première division en 1990. Il y commence ensuite sa carrière d'entraîneur deux ans plus tard en tant qu'adjoint.
En 1997, il devient l'entraîneur principal du CLM Talavera. Après deux années, il devient entraîneur national de la sélection junior espagnole, puis part en Italie où il entraîne diverses équipes de première division italienne dont Furpile Prato pendant cinq ans et Luparense quatre saisons. À son retour en Espagne en 2009, il rejoint le Segovia Futsal pendant trois saisons puis, en 2012, l'Inter Movistar avec qui il remporte deux fois consécutivement la Coupe d'Europe.

## Biographie

### Joueur à Tolède
Jesús Velasco commence sa carrière de joueur professionnel dans l'équipe Caja Toledo dans laquelle il reste de 1984 à 1991. Avec cette équipe, il accède à la première division en 1990.

### Premières expériences sur le banc
En 1992, Velasco entre dans l'équipe technique du club, en tant qu'entraîneur adjoint.
En 1997, il devient l'entraîneur principal du CLM Talavera.

### Titres en Italie
Ensuite il part en Italie où il entraîne diverses équipes de première division italienne (ATCA Torino Calcetto, Petrarca Padova, Furpile Prato et Alter Ego).

### Retour triomphant en Espagne
À son retour, il rejoint Escuela Caja Segovia pendant trois saisons.
En 2012, il vient entraîner l'Inter Movistar pour diriger l'équipe lors de la Coupe intercontinentale au Brésil. Ce club phare du futsal espagnol n'a alors pas remporté la Liga depuis quatre saisons et la Coupe d'Espagne depuis trois ans. Il est alors sponsorisé par la marque espagnole de vêtement de sport Joma. Après sept ans et alors qu'il a prolongé son contrat jusqu'en juin 2020, il quitte le club au terme de la saison 2018-2019. En 340 matchs, il permet au club de remporter cinq fois la Liga espagnole, deux Ligue des champions, trois Coupes d'Espagne, une Coupe du Roi, trois Supercoupes,,,.
En 2020, Jesús Velasco s'engage avec le club français ACCS futsal avec ses anciens joueurs de l'Inter, Ricardinho et Carlos Ortiz,. Il permet au club francilien d'être sacré champion de France et quitte ensuite le club.

## Palmarès
Jesus Velasco possède un des plus beaux palmarès du futsal européen avec notamment deux Coupes de l'UEFA, six titres de champion d’Italie et cinq fois d'Espagne. Il est aussi nommé meilleur entraineur de l'année par l’UEFA à cinq reprises. 
| -            | Europe                                           | Espagne | Italie |
| ------------ | ------------------------------------------------ | --- | --- |
| Championnats | -                                                | - Championnat d'Espagne (5) - Inter : 2013-14, 2014-15, 2015-16, 2016-17, 2017-18                                                                    | - Championnat d'Italie (6) - Turin : 1998-99 - Prato : 2001-02, 2002-03 - Luparense : 2006-07, 2007-08, 2008-09                                                       |
| Coupes       | - Coupe de l'UEFA (2) - Inter : 2016-17, 2017-18 | - Coupe d'Espagne (3) - Inter : 2013-14, 2015-16, 2016-17 - Coupe du Roi (1) - Inter : 2014-15 - Supercoupe d'Espagne (3) - Inter : 2015, 2017, 2018 | - Coupe d'Italie (4) - Prato : 2001-02, 2003-04 - Luparense : 2005-06, 2007-08 - Supercoupe d'Italie (5) - Turin : 1998 - Prato : 2002, 2003 - Luparense : 2007, 2008 |

- Futsal Awards (5)
  - Meilleur entraîneur de club : 2014, 2015, 2016, 2017 et 2018

## Publication
- (es) Jesús Velasco Tejada et Javier Lorente Peñas, Entrenamiento de base en el fútbol sala, Paidotribo, 2018, 291 p. (ISBN 8499107990, lire en ligne)